# Апасов, Вячеслав Борисович
Вячеслав Борисович Апасов (род. 14 ноября 1959, Новосибирск) — советский и российский футболист, защитник, нападающий.
В первенствах СССР и России играл за клубы второй (1980, 1981—1982, 1986—1989, 1995) и первой (1981, 1983—1984, 1992—1993) лиг и команды КФК (1978, 1985, 1994, 1996—1997) «Авангард» Барнаул (1987), СКА Новосибирск (1980, в некоторых источниках — «Чкаловец»), «Динамо» Барнаул (1981, 1986, 1989, 1992—1993), «Кузбасс» Кемерово (1981—1984), «Темп»-клубная Барнаул (1985), «Металлург» Новокузнецк (1987—1988), «Навбахор» Наманган (1988), «Полимер» Барнаул (1994, 1996—1997), «Виктория» Назарово (1995).
В сезоне 2003/04 играл в чемпионате Барнаула по мини-футболу за клуб «Горизонт».